# Serafín M. Robles Morales
Gral. Serafín M. Robles Morales fue un militar mexicano que participó en la Revolución mexicana. Nació en Jonacatepec, Morelos, el 12 de octubre de 1883 siendo hijo de Pedro Robles y de Georgina Morales. Cursó la primaria en su pueblo natal y luego trabajó en casas comerciales y en los ingenios azucareros de Tenango y Santa Clara. En 31 de enero de 1912 se incorporó a la lucha contra Porfirio Díaz al lado de Emiliano Zapata bajo las fuerzas del general Francisco Mendoza Palma en el pueblo de Tepexco, Puebla. Con el tiempo fue incorporado a la escolta personal de Emiliano Zapata como auxiliar en el despacho de la secretaría particular en el cuartel general de Tlaltizapán,debido a su apellido (Robles) Emiliano lo llamaba "Robledo"; posteriormente asumió la Jefatura del Departamento de Guerra y obtuvo el grado de general brigadier. Por motivos de salud dejó la secretaría particular y se retiró al campamento zapatista de San Marcos Acteopan, Puebla. Al triunfo del movimiento de Agua Prieta ingresó al Ejército Mexicano, incorporado a la división que comandaba el general Genovevo de la O, causando baja en diciembre de 1920, al desaparecer la primera reserva del ejército. Posteriormente trabajó como mecanógrafo en la Secretaría de Industria y Comercio y en la de Agricultura. En 1940 fue de los fundadores del Frente Zapatista, ocupando los cargos de secretario de organización del Comité Directivo. Murió en la Ciudad de México, el 28 de mayo de 1955. 